# Conus vappereaui
Conus vappereaui is een slakkensoort uit de familie van de Conidae. De wetenschappelijke naam van de soort is voor het eerst geldig gepubliceerd in 2009 door Monteiro.